# Vesicularia glaucula
Vesicularia glaucula är en bladmossart som beskrevs av Brotherus 1908. Vesicularia glaucula ingår i släktet Vesicularia och familjen Hypnaceae. Inga underarter finns listade i Catalogue of Life.